# Dierhagen
Das Ostseebad Dierhagen ist eine Gemeinde nordwestlich von Ribnitz-Damgarten im Landkreis Vorpommern-Rügen. Die Gemeinde wird vom Amt Darß/Fischland mit Sitz in der Gemeinde Born a. Darß verwaltet.

## Geografie

### Lage
Dierhagen liegt vor der Halbinsel Fischland an der beginnenden Verengung zwischen der Ostsee und dem Saaler Bodden. Das Ostseebad Dierhagen wird meist dem Fischland zugeschrieben, gehört jedoch seit eh und je zum Festland. Die Grenze zum Fischland, der Permin, liegt nördlich des Ortes. Etwa zwölf Kilometer südöstlich der Gemeinde befinden sich die Stadt Ribnitz-Damgarten und die B 105, etwa 35 Kilometer südwestlich liegt Rostock.
Im Gemeindegebiet befindet sich im Südwesten mit den Ausläufern der Rostocker Heide ein größeres Waldgebiet. Hier liegt auch das Naturschutzgebiet Ribnitzer Großes Moor und etwas nördlich davon das Naturschutzgebiet Dierhäger Moor.

### Gemeindegliederung
Die Gemeinde Dierhagen besteht aus sechs Ortsteilen, den an der Ostsee liegenden Ortsteilen Dierhagen Strand, Dierhagen Neuhaus und Dierhagen Ost sowie den am Saaler Bodden liegenden Ortsteilen Dändorf, Hof Körkwitz und Dierhagen Dorf.

## Geschichte
Dierhagen wurde im Jahr 1311 erstmals erwähnt. Die Ortsbezeichnung könnte von „Deerhagen“ oder „Thierhagen“ abstammen und deutet auf Tierhaltung und Wald hin.
Im Jahr 1880 begann der Badebetrieb, und der Fremdenverkehr wurde immer weiter entwickelt. 1934 erhielt Dierhagen die Bezeichnung „Ostseebad“. 1998 erfolgte die staatliche Anerkennung als Seebad.
Das Gemeindegebiet gehörte jahrhundertelang zum Herzogtum Mecklenburg und es wurde 1919 Teil des Freistaates Mecklenburg-Schwerin. Die Gemeinde war von 1933 bis 1952 Teil des Landkreises Rostock, dann des Kreises Ribnitz-Damgarten bis 1990 und des Landkreises Ribnitz-Damgarten bis 1994. In Dierhagen hat der ehemalige DDR-Politiker Egon Krenz seinen Wohnsitz.

## Bevölkerung
| Jahr | Einwohner |
| ---- | --------- |
| 1990 | 1567      |
| 1995 | 1625      |
| 2000 | 1699      |
| 2005 | 1639      |
| 2010 | 1570      |
| 2015 | 1497      |

| Jahr | Einwohner |
| ---- | --------- |
| 2020 | 1598      |
| 2021 | 1587      |
| 2022 | 1561      |
| 2023 | 1580      |

Stand: 31. Dezember des jeweiligen Jahres

## Politik

### Gemeindevertretung
Die Gemeindevertretung von Dierhagen besteht aus 12 Mitgliedern. Die Kommunalwahl am 9. Juni 2024 führte bei einer Wahlbeteiligung von 64,7 % zu folgendem Ergebnis:
| Partei / Wählergruppe                  | Stimmenanteil 2019 | Sitze 2019 |  | Stimmenanteil 2024 | Sitze 2024 |
| -------------------------------------- | ------------------ | ---------- |  | ------------------ | ---------- |
| Bündnis für Dierhagen                  | 68,2 %             | 7          |  | 62,4 %             | 8          |
| CDU                                    | 11,1 %             | 1          |  | 27,1 %             | 3          |
| Lebenswertes Dierhagen                 | –                  | –          |  | 10,5 %             | 1          |
| Wählergemeinschaft Ostseebad Dierhagen | 20,7 %             | 2          |  | –                  | –          |
| Insgesamt                              | 100 %              | 10         |  | 100 %              | 12         |

### Bürgermeister
- 1999–2013: Siegfried Kannewurf[8]
- seit 2013: Christiane Müller[9]

Bei der Bürgermeisterwahl am 26. Mai 2019 wurde Müller ohne Gegenkandidat mit 84,3 % der gültigen Stimmen wiedergewählt. Am 9. Juni 2024 wurde sie wiederum ohne Gegenkandidat mit 82,0 % der gültigen Stimmen in ihrem Amt bestätigt. Ihre Amtszeit beträgt fünf Jahre.

### Wappen, Flagge, Dienstsiegel
Die Gemeinde verfügt über kein amtlich genehmigtes Hoheitszeichen, weder Wappen noch Flagge. Als Dienstsiegel wird das kleine Landessiegel mit dem Wappenbild des Landesteils Mecklenburg geführt. Es zeigt einen hersehenden Stierkopf mit abgerissenem Halsfell und Krone und der Umschrift „GEMEINDE OSTSEEBAD DIERHAGEN“.

## Sehenswürdigkeiten
- Kirche Dierhagen, Backsteinkirche aus der Mitte des 19. Jahrhunderts
- Waldgebiet Großes Moor
- Hafen Dändorf
- Hafen Dierhagen, seit 1988 stattfindende Zeesenbootregatta.[14]
- Dorfstraße Dändorf, Teil der historischen nordmecklenburgischen Salzstraße, die zwischen Bad Sülze und Wismar teils auf dem Wasser und teils auf dem Lande verlief
- Alte Kapitänshäuser und Bauernhöfe
- Ehrenmal von 1946 für die Opfer des Faschismus in der Dorfmitte

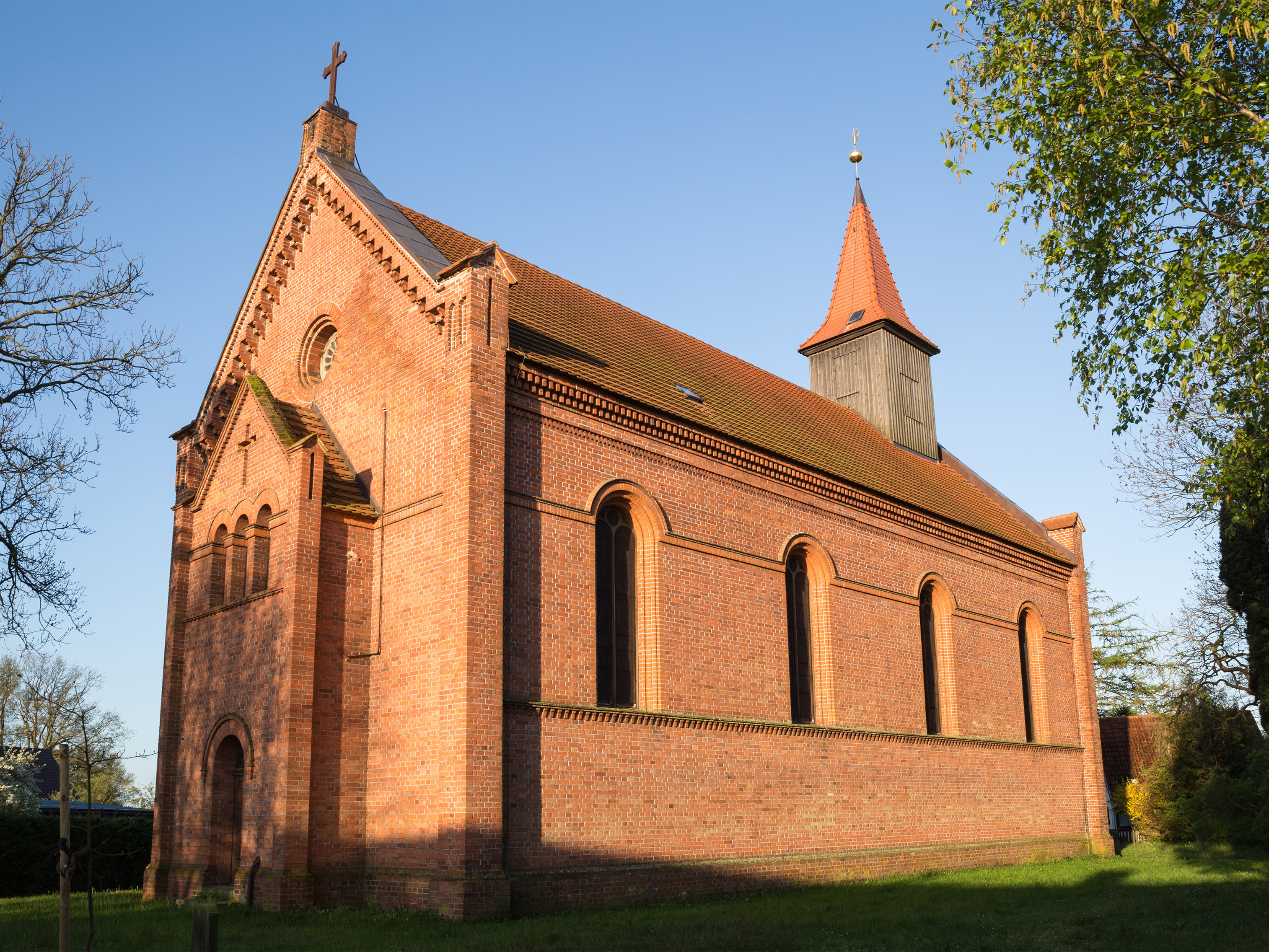
Backsteinkirche Dierhagen
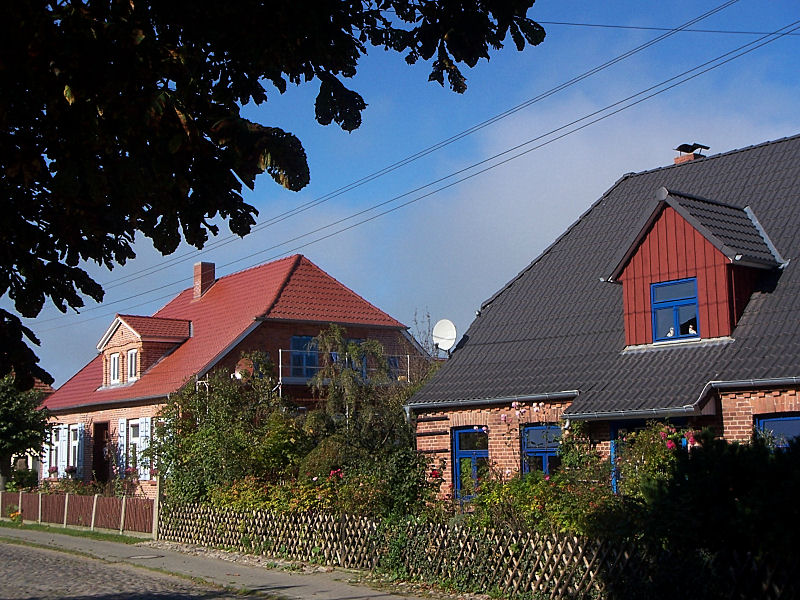
Kapitänshäuser in Dändorf
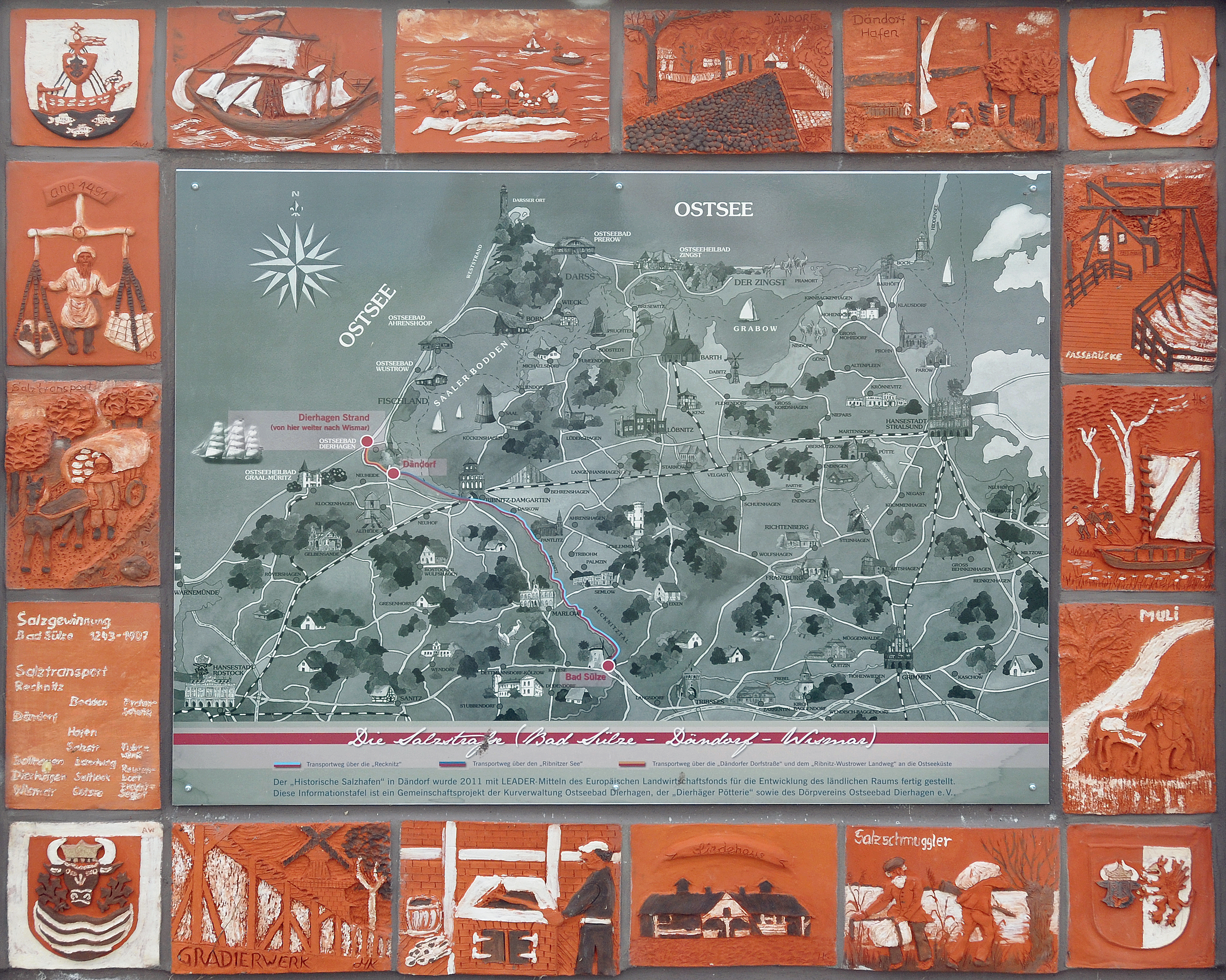
Salzstraße von Bad Sülze über Dändorf und Dierhagen nach Wismar in den Jahren 1243 bis 1907
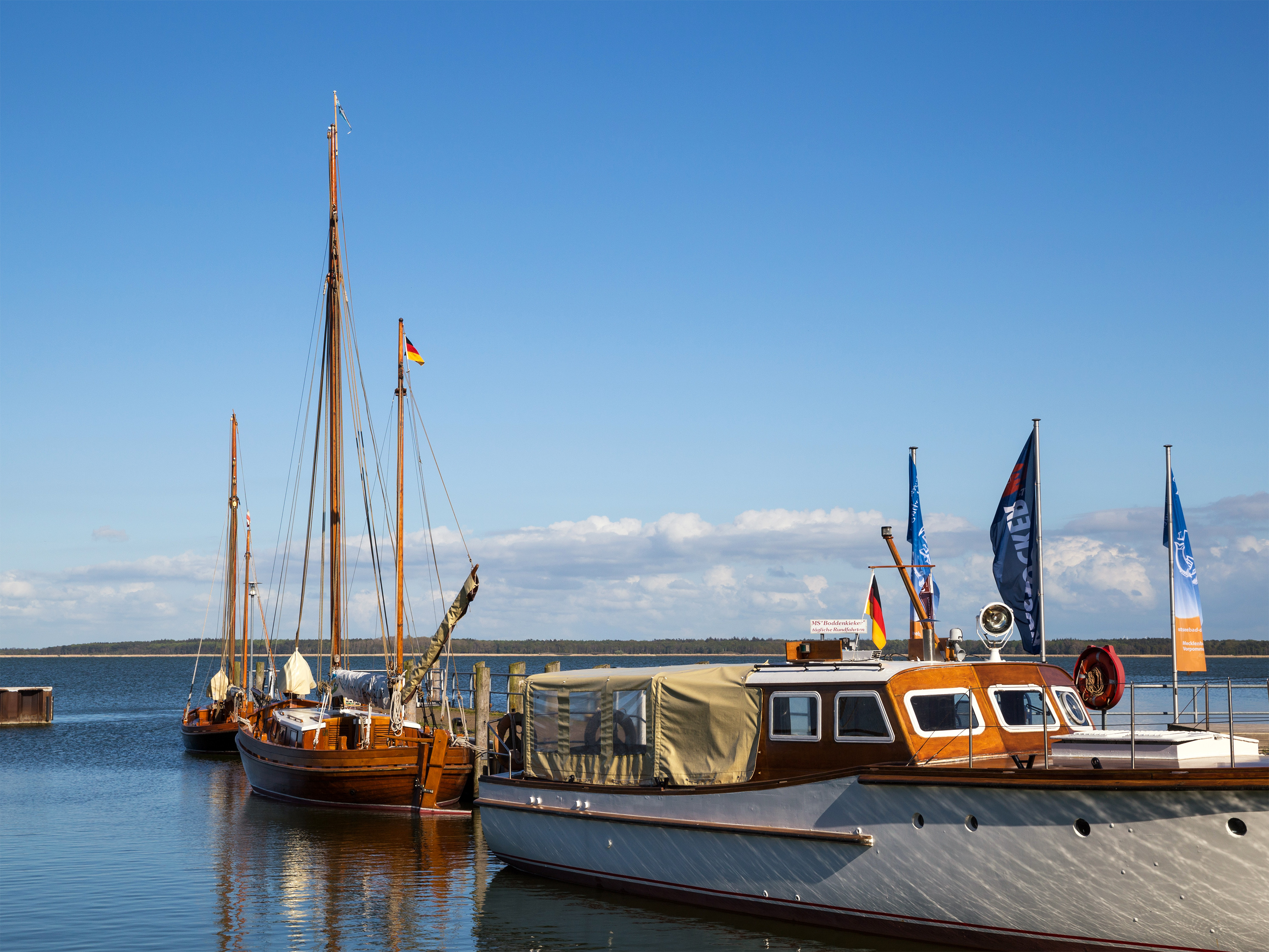
Hafen in Dierhagen

## Verkehr
Nächstgelegene Haltepunkte sind Ribnitz-Damgarten West an der Bahnstrecke Stralsund–Rostock und Graal-Müritz an der Bahnstrecke Rövershagen–Graal-Müritz.
Die A 19 ist über die Anschlussstelle Rostock-Ost (ca. 32 Kilometer entfernt) zu erreichen.